# Castelnau-Pégayrols
Castelnau-Pégayrols (okzitanisch: Castèlnòu de Leveson) ist eine französische Gemeinde mit 346 Einwohnern (Stand: 1. Januar 2022) im Département Aveyron und in der Region Okzitanien (vor 2016: Midi-Pyrénées). Sie gehört zum Kanton Tarn et Causses im Arrondissement Millau. Die Einwohner werden Castellévéziens genannt.

## Lage
Castelnau-Pégayrols liegt etwa zwölf Kilometer westnordwestlich von Millau. Das Gemeindegebiet gehört zum Regionalen Naturpark Grands Causses. Es wird vom Fluss Muze durchquert, an der westlichen Gemeindegrenze entspringen der Vioulou und der Coudols. Umgeben wird Castelnau-Pégayrols von den Nachbargemeinden Curan im Nordwesten und Norden, Saint-Beauzély im Norden, Millau im Osten, Comprégnac im Südosten, Montjaux im Süden sowie Salles-Curan im Westen.

## Einwohnerentwicklung
| Jahr      | 1962 | 1968 | 1975 | 1982 | 1990 | 1999 | 2006 | 2019 |
| Einwohner | 466  | 428  | 334  | 311  | 295  | 282  | 315  | 343  |

Quellen: Cassini und INSEE

## Sehenswürdigkeiten
- Sieben Dolmen und zwei Menhire
- Priorat und Prioratskirche Saint-Michel, jeweils Monument historique seit 1920
- Kirche Notre-Dame, seit 1930 Monument historique
- Schloss Castelnau

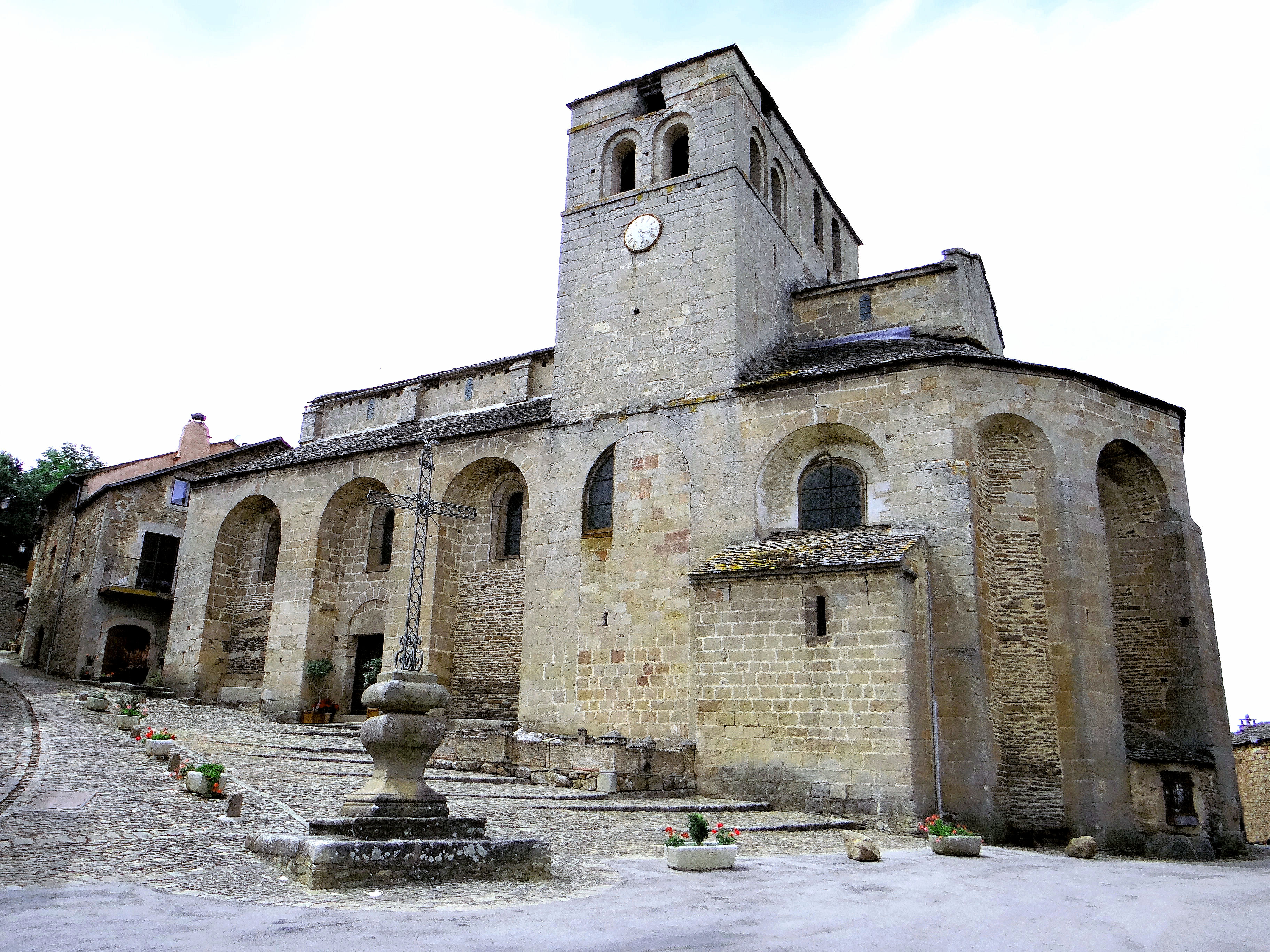
Prioratskirche Saint-Michel
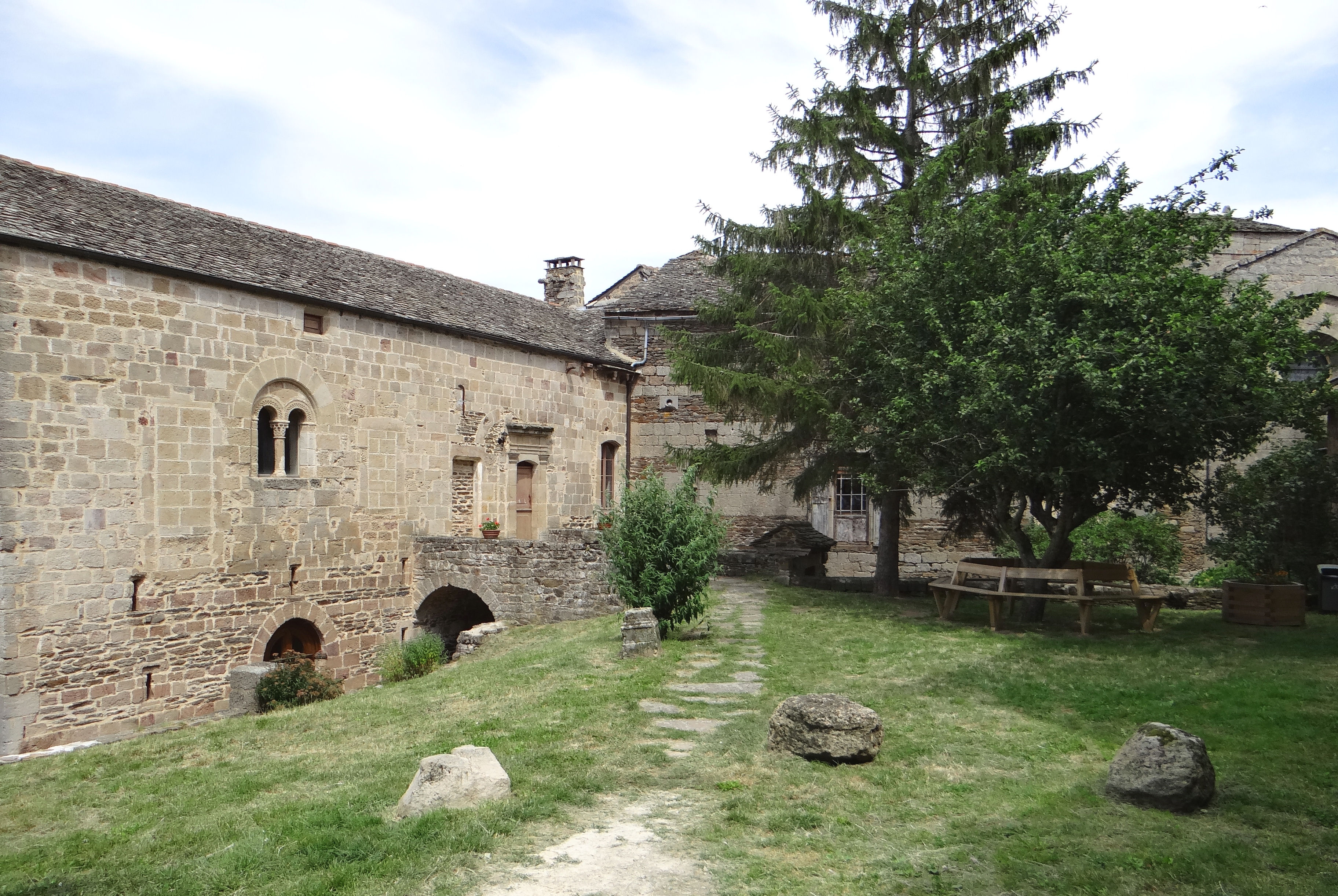
Priorat Saint-Michel
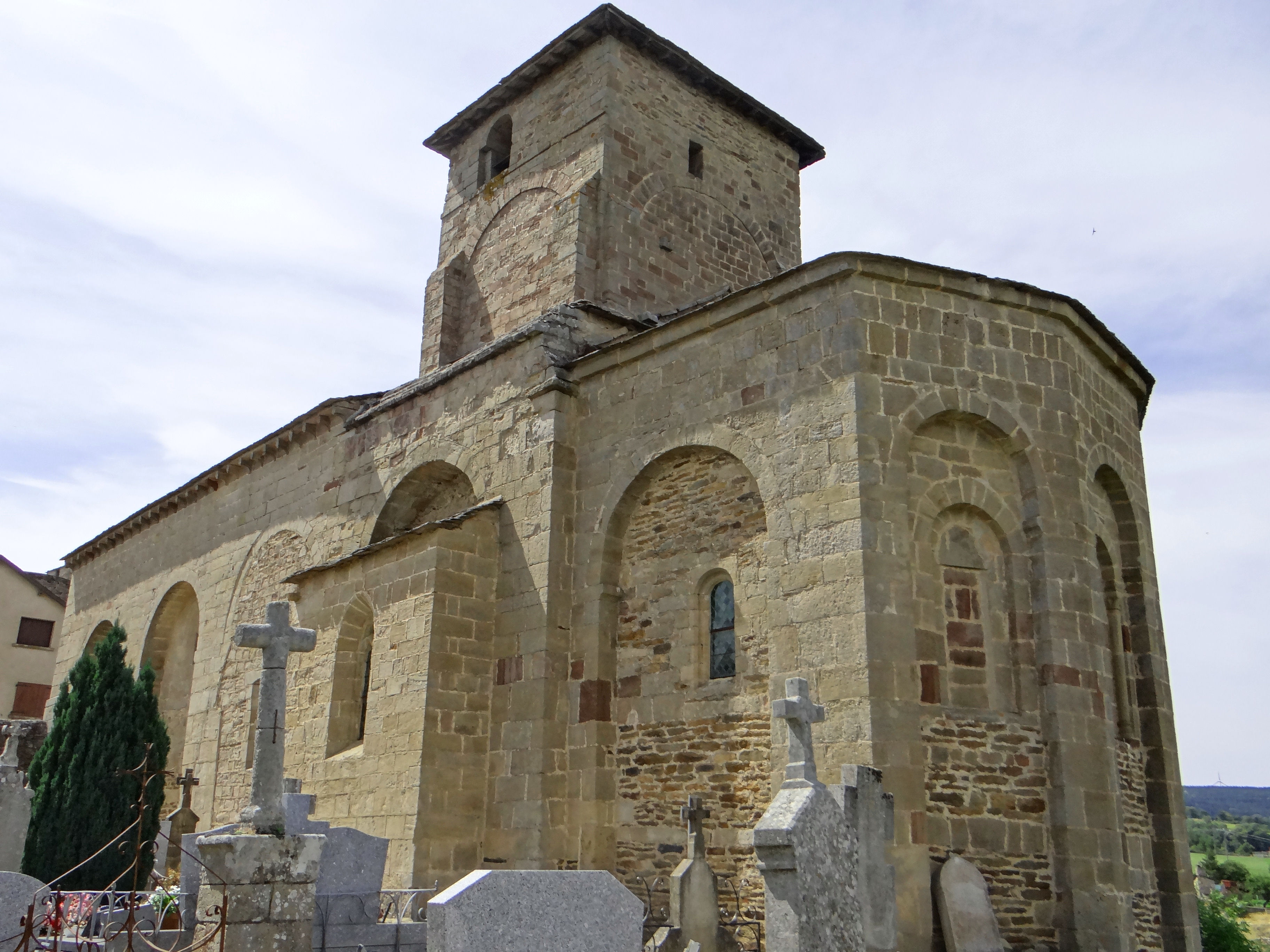
Kirche Notre-Dame
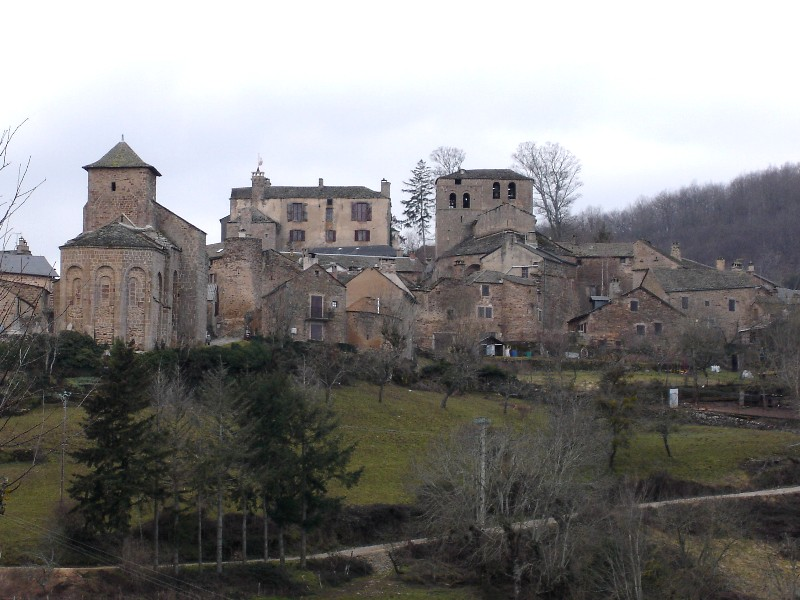
Schloss Castelnau-Pégayrols
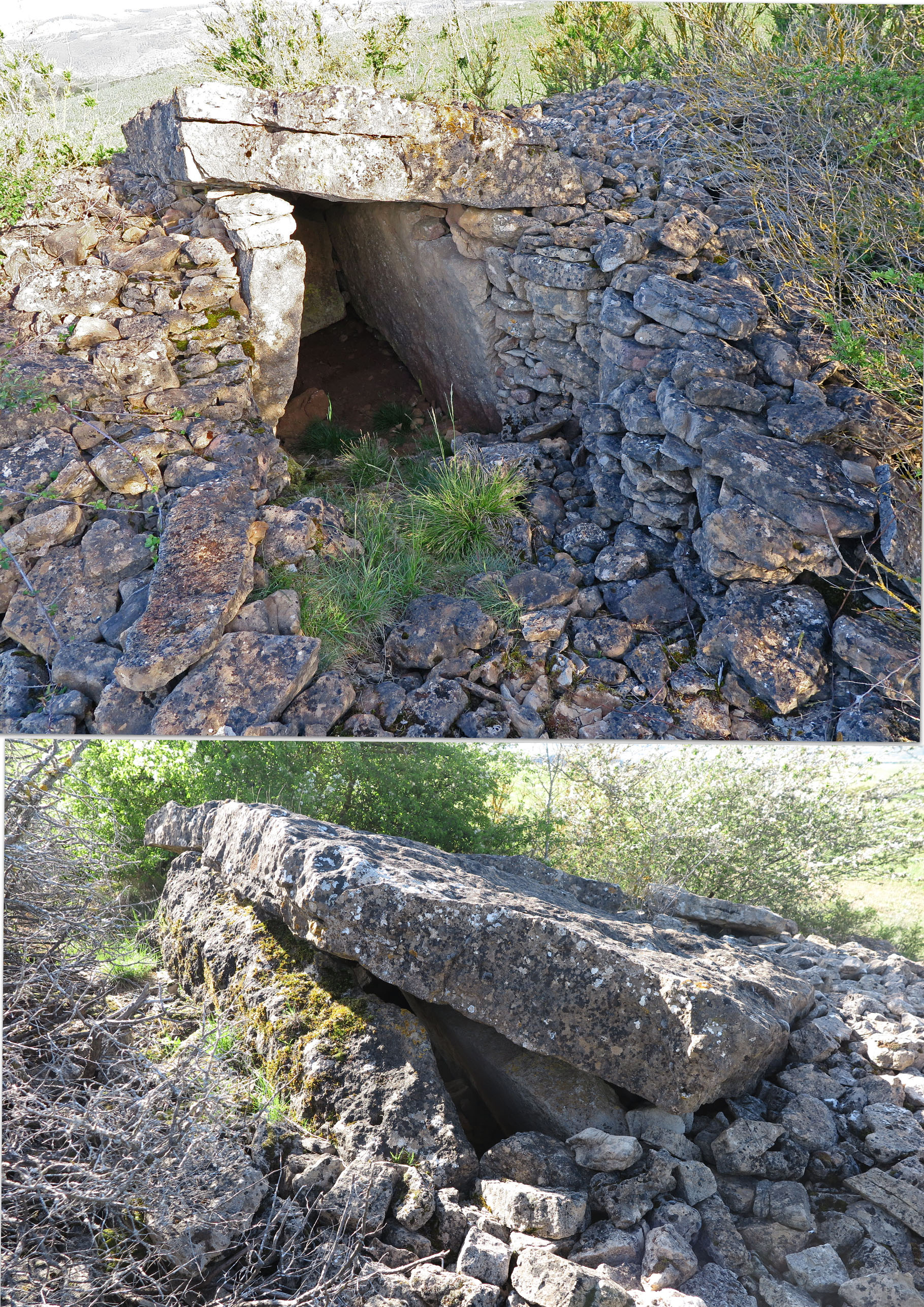
Dolmen von Navas
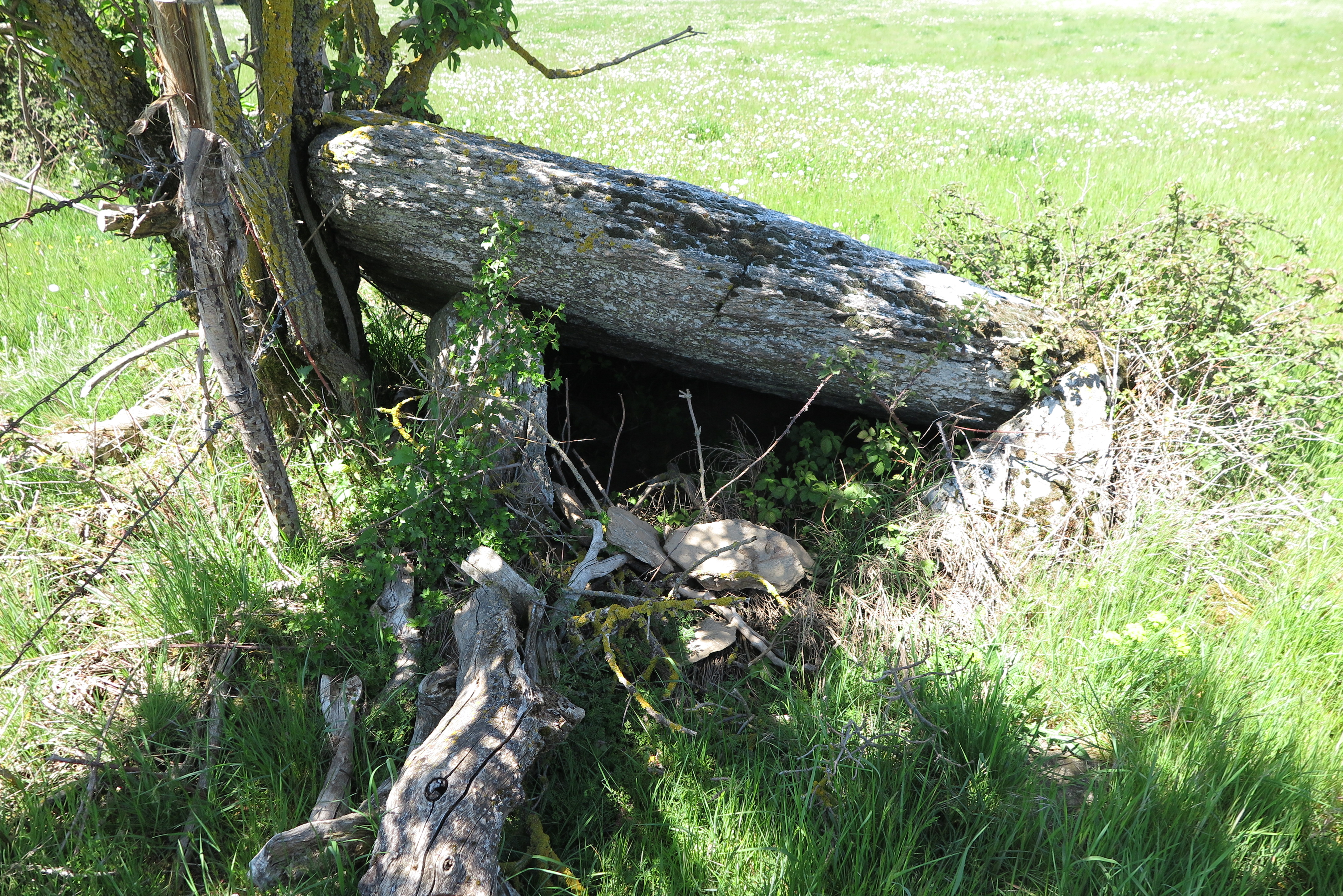
Dolmen von Castelnau
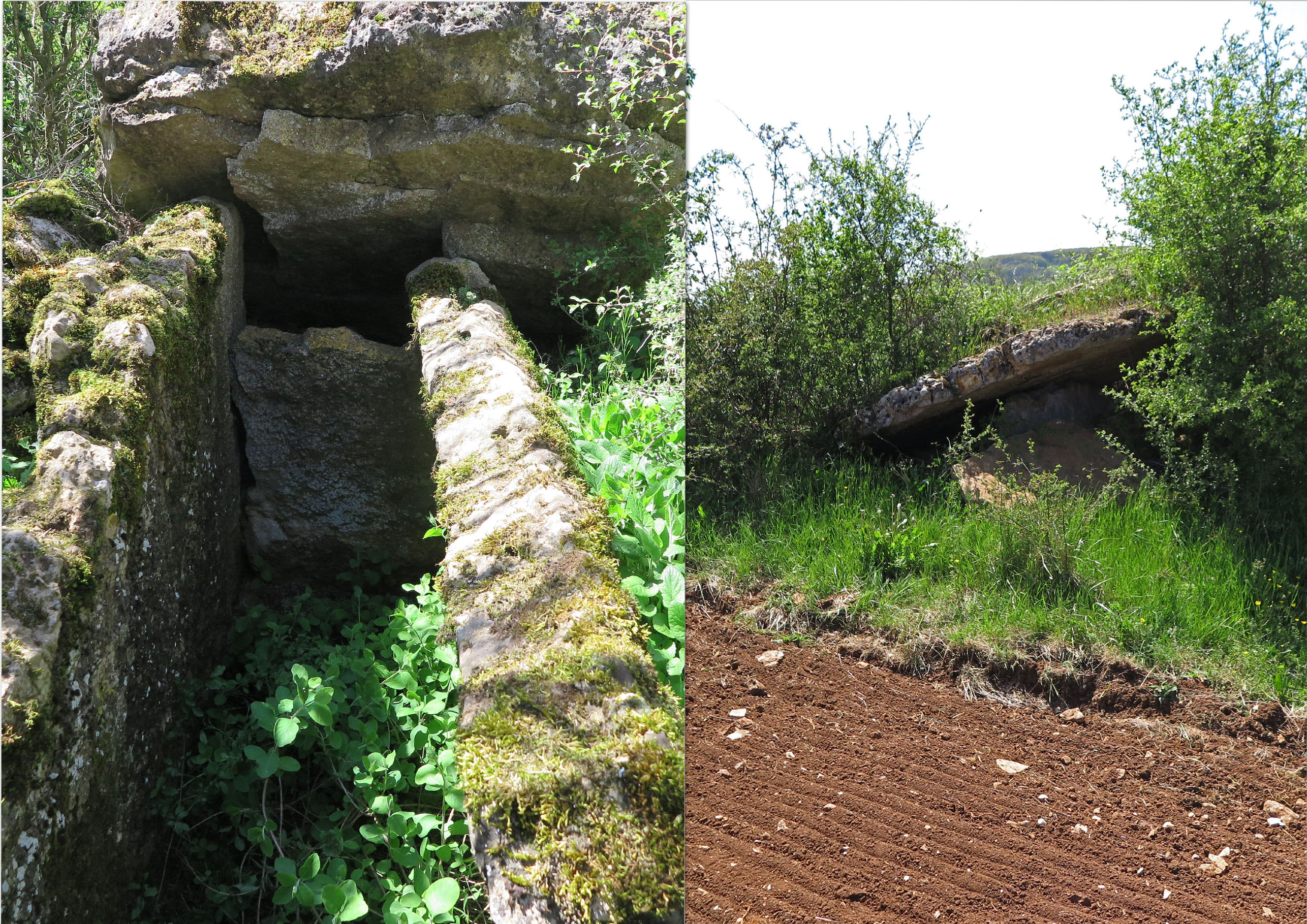
Dolmen von Rouviaguet